# Joseph Ignaz Ritter
Joseph Ignaz Ritter (także jako Ignaz Ritter; ur. 12 kwietnia 1787 r. w Świdnicy Polskiej; zm. 5 stycznia 1857 r. we Wrocławiu) – niemiecki teolog katolicki, ksiądz rzymskokatolicki; nauczyciel akademicki związany z uniwersytetami w Bonn i we Wrocławiu.

## Życiorys
Urodził się w 1787 roku w miejscowości Świdnica Polska koło Środy Śląskiej jako syn wiejskiego nauczyciela. Uczęszczał do gimnazjum w Głogowie, gdzie zdał egzamin dojrzałości. Potem studiował teologię katolicką na Królewskim Uniwersytecie Wrocławskim. Po ich ukończeniu uzyskał w 1811 roku święcenia kapłańskie i rozpoczął pracę jako duchowny w parafiach na terenie diecezji wrocławskiej oraz w kościele św. Jadwigi w Berlinie. W międzyczasie studiował także antropologię i teologię, z której uzyskał w 1821 roku stopień naukowy doktora na podstawie dysertacji poświęconej greckiemu tekstowi Jana Chryzostoma.
W 1823 roku objął posadę profesora historii Kościoła i patrologii na Rheinischen Friedrich-Wilhelms-Universität w Bonn. Poza tym wykładał jeszcze teologię pastoralną oraz egzegezę Nowego Testamentu oraz pracował nad swoim dziełem poświęconym historii Kościoła. W Bonn poznał i został współpracownikiem znanego teologa Georga Hermesa.
W 1830 roku wrócił do Wrocławia na uniwersytet. Przez wiele lat pełnił funkcję dziekana wydziału teologicznego oraz od 1835 do 1836 rektora tej uczelni. Poza tym wciąż pracował duszpastersko. 1 grudnia 1840 roku został wikariuszem kapitulnym diecezji wrocławskiej. Jego kandydatura była brana pod uwagę na obsadzenie wakującego urzędu biskupa ordynariusza wrocławskiego przez papieża Grzegorza XVI. Mimo to nie otrzymał tego stanowiska na skutek sprzeciwu ze strony kapituły katedralnej. Ostatecznie objął je w 1843 roku Joseph Knauer, który mianował go wikariuszem generalnym. Piastował tę funkcję do śmierci Knauera w 1844 roku. W 1845 roku powrócił na uniwersytet, a 15 kwietnia 1846 roku biskup Melchior von Diepenbrock nominował go na dziekana kapituły katedralnej.
Poza działalnością naukową i kościelną Ignaz Ritter był także posłem do pruskiego parlamentu w Berlinie oraz członkiem Erfurckiej Unii Parlamentarnej. Zmarł w 1857 roku we Wrocławiu.